# Ra
|  | Per a altres significats, vegeu «Ra (desambiguació)». |

En la mitologia egípcia, Ra (escrit també com a Re o Rah) és des de ben aviat déu del Sol d'Heliòpolis, creador suprem. Podia aparèixer en forma de qualsevol altre déu, però es distingia en qualsevol d'aquestes formes pel disc solar al cap.
A causa de la seva importància, se li atribueixen diverses històries i mites diferents al llarg de la història. Així, per exemple, a partir de la cinquena dinastia (2400 aC) es va fusionar amb el déu Amon, per acabar esdevenint Amon-Ra. O bé s'uneix amb Horus, per acabar sent Ra-Harakhti.
Ra conservà la supremacia durant segles, excepte durant el temps d'Akhenaten (1350-1334 aC), quan el culte monoteista a Aton s'imposà en el Regne d'Egipte.

## Iconografia
Ra estava representat en diverses formes. La seva representació més habitual era la d'un home amb cap de falcó, sobre el qual portava un disc solar. Una altra forma de culte que es donà a aquesta deïtat fou com Ra-Horakti, un déu solar amb cap de falcó, coronat pel disc solar. Ra també va ser representat com un marrà, un escarabat, un fènix, una garsa, una serp, un toro, un gat o un lleó, entre d'altres.
En algunes literatures, se'l descriu com un rei envellit amb carn daurada, ossos de plata i cabells de lapislàtzuli.

## Història
Ra és considerat com la deïtat suprema qui, regulava el pas de les hores, dies, mesos, anys i estacions, portava ordre a l'univers i feia possible la vida a la terra com a font essencial d'energia. Ra també fou pare de les dues primeres divinitats, Shu i Tefnut, i avi de Geb i Nut, els fills dels quals eren Osiris i Isis, Seth i Nephthys, respectivament.
A principis de l'Imperi Antic, Ra era només una de les diverses deïtats solars existents, però vers el 2400 aC s'havia convertit en el déu oficial dels faraons, que es consideraven els seus fills, i fins i tot les seves reencarnacions, sent el primer en introduir el títol de Fill de Ra, el faraó Djedefre a la IV dinastía.
Userkaf, sacerdot de Ra a Heliòpolis fundà la dinastia V i Ra fou elevat a deïtat nacional. Posteriorment es vinculà al déu tebà Amon, per a convertir-se en Amon-Ra, la principal deïtat del panteó egipci. En aquest període es van construir molts grans temples dedicats al deu del sol.
Durant l'Imperi Mitjà, la seva importància va cedir davant l'apogeu del culte a Osiris, si bé a Tebes fou identificat com el déu local Amon sota la forma d'Amon-Ra, venerat com a "únic creador de la vida".
Ra va conservar la supermacia durant segles, excepte durant el curt període d'atonisme en temps d'Axenató (1350-1334 aC), quan el culte monoteista a Aton s'imposà en el Regne d'Egipte. Fins i tot, el breu període durant el qual Amenhotep IV -que canvià el seu nom a Axenató- intentà imposar a Aton el disc solar, en detriment d'Amon, és interpretat pels historiadors i historiadores com una mostra de la persistència de l'antic culte a Ra.
La identificació d'Amon-Ra amb Zeus o Júpiter fou reconeguda per grecs i romans. Els grecs, àdhuc, li donaren el nom de Diòspolis, ciutat de Zeus a Tebes. El culte d'Amón-Ra s'ha relacionat en nombroses ocasions amb el d'Apol·lo (Roma) per la simbologia solar que ambdós representen.

## Mitologia

### L'ascens de Ra al cel

Ra a la barca solar en el seu viatge diari pel cel (𓇯), adornat amb el disc solar

Als inicis dels temps, després que el món fos creat, Ra vivia a la terra com a rei de tots els éssers, inclosos els déus. El seu regnat era plàcid i la seva única tasca consistia en sortir de tant en tant amb alguns déus menors per inspeccionar els seus dominis. Quan Ra va créixer va començar a abandonar les seves obligacions, cosa que va fer que alguns humans dubtessin de la seva capacitat com a governant. Això el va enfadar molt i va enviar el seu Ull, en la forma de la deessa Hathor per destruir als qui dubtaven d'ell.
Després de venjar-se va decidir abandonar el món i anar a viure al cel però en el viatge es va adonar que la humanitat estava lluitant culpant-se els uns als altres de la pèrdua del sol apareixent la bel·licositat com un mal endèmic a la terra.
En veure això, Ra va decidir fer dues bones accions per mitigar la seva marxa:
1- Va anomenar al déu Thot com a ajudant perquè vigilés durant les hores de nit mentre ell viatjava a través del Duat. Les tasques de Toth eren molt importants, per una banda mantindre l'ordre i la justícia a la terra, regalar a la humanitat el coneixement en l'escriptura (en forma de jeroglífics) i, per sobre de tot, posar llum en el cel nocturn, motiu pel qual va crear la lluna.
2- Senyalar un rei per prendre el seu lloc a la terra. Els primers escollits van ser déus: Shu (déu de l'aire), Geb (déu de la terra) i Osiris (Senyor de l'inframon) però a partir d'aquí els escollits ja van ser éssers humans explicant així com els faraons van guanyar un estatus diví per herència.
Com a déu Sol, el seu deure era portar el Sol pel cel en la seva barca solar per il·luminar el dia. Quan el sol es va pondre i va arribar el crepuscle, ell i la seva embarcació van travessar l'akhet, l'horitzó, a l'oest, i van viatjar al món subterrani. De vegades, l'horitzó s'ha descrit com una porta o porta que condueix a la Duat. Allà, hauria de navegar pel Nil subterrani i travessar les dotze portes i regions. Durant el seu viatge pel món subterrani, es transformaria en la seva forma amb cap de moltó. Cada nit, Apofis atacava Ra en un intent d'aturar el viatge de la barca solar. Després de derrotar la serp, Ra abandonava el món subterrani i tornava a l'alba, il·luminant el dia una vegada més. Es deia que viatjava pel cel amb el cap de falcó a la barca Mandjet durant les hores del dia, i després canviava a la barca Mesektet amb el cap de moltó per baixar al món subterrani durant les hores de la nit.

### El viatge a través de la nit i el dia

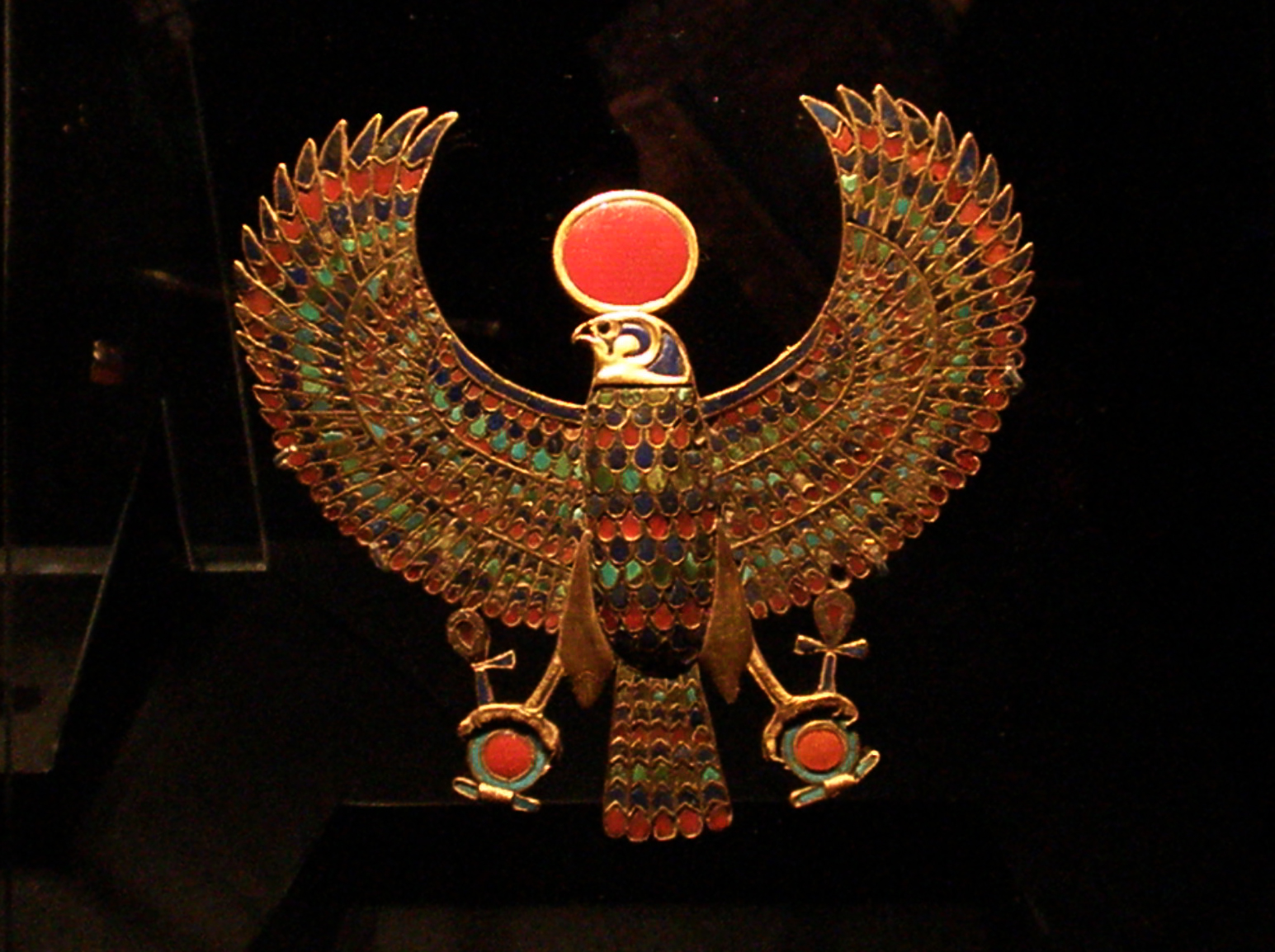
Joies de Ra com un falcó amb les ales desplegades, adornat amb el disc solar i sostenint l'ankh, el símbol jeroglífic de la vida

Ra navegava pel cel durant el dia en la seva barca diürna anomenada mandjet. Cada dia, quan el sol arriba fins a la muntanya Manu, la més occidental, la deessa del cel, Nut, se'l empassa, i és el moment en què aquest déu inicia un perillós viatge travessant el Duat amb la seva barca nocturna anomenada mesektet (vaixell dels millions). A bord del mesektet l'acompanyen com a tripulació algunes deïtats menors, que l'ajuden a portar el vaixell i a defensar-lo, i com a passatgers porta els incomptables humans que, després de la mort, han estat beneïts, entre ells els faraons, descendents directes de Ra.
En aquest viatge, el vaixell ha de travessar 12 portes o cambres (una per cada hora) en les quals es troba diverses proves que ha de passar abans de tornar a néixer, l'última i més difícil de les quals, era derrotar la serp gegant Apofis, que, segons un dels mites, és creada en el mateix moment que Ra i que representa les forces del caos. Cada nit, just abans de l'alba, Apofis realitza el seu atac més furibund i, tot i que és indestructible, Ra l'ha de vèncer, de vegades amb màgia i encanteris i d'altres amb l'astúcia del déu Seth, abans de tornar a néixer en l'Orient, de Nut, la mare universal. Seguidament, s'eleva i travessa el cel fins a l'ocàs, a on Apofis l'espera de nou. Si alguna vegada Apofis aconseguís vèncer Ra, el sol no sortiria. Aquesta part del mite era una manifestació d'una por, comuna en tots els pobles de l'antiguitat, al fet que el sol no sortís. De fet hi ha evidències documentals que demostren que els eclipses solars provocaven una por que Ra no hagués triomfat sobre Apofis la nit anterior.
En un altre moment del viatge, que es repetia sempre, Ra es trobava amb Osiris i s'abraçaven com ànimes bessones, reomplint-se mútuament la font de la vida i emergint ambdós amb més poder, reafirmant així l'habilitat de Ra (i dels faraons) per renéixer. El cicle diari de mort i resurrecció simbolitza el cicle vital de la humanitat que, després de la mort, confia en un nou naixement.
Aquest mite es troba recollit, amb algunes diferències, en tres textos principals: El Llibre de l'Amduat, El Llibre de les Portes i El Llibre de les Cavernes.

### Al món subterrani

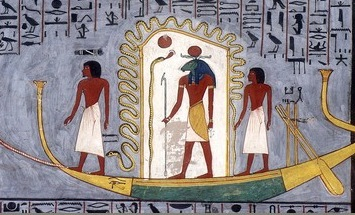
Ra en la seva forma de cap de moltó viatjant pel món subterrani en la seva barca solar al Nil subterrani, de la còpia del Llibre de les Portes a la tomba de Ramsès I (KV16)

Es creia que Ra viatjava a l'Atet, dues barques solars anomenades Mandjet (la Vaixella de Milions d'Anys) o barca del matí i la Mesektet o barca del vespre. Aquestes barques el van portar en el seu viatge a través del cel i la Duat: dotze hores de nit, que també és literalment el món subterrani d'Egipte. Mentre Ra era al Mesektet, tenia la seva forma de cap de moltó. Quan Ra viatjava en la seva barca solar, anava acompanyat de diverses altres deïtats, com ara Sia (percepció) i Hu (comandament), així com Heka (poder màgic). De vegades, membres de l'Enneada l'ajudaven en el seu viatge, incloent-hi Set, que va vèncer la serp Apofis, i Mehen, que el defensava contra els monstres del món subterrani. Quan Ra era al món subterrani, visitava totes les seves diverses formes.
Apofis, el déu del caos (isfet), era una serp enorme que intentava aturar el viatge de la barca solar cada nit consumint-la o aturant-la en sec amb una mirada hipnòtica. Durant el vespre, els egipcis creien que Ra es posava com Atum o en forma de moltó. La barca nocturna el portaria a través del món subterrani i de tornada cap a l'est com a preparació per al seu renaixement. Aquests mites de Ra representaven la sortida del sol com el renaixement del sol per la deessa del cel Nut; així, atribuien el concepte de renaixement i renovació a Ra i enfortien també el seu paper com a déu creador.
Quan Ra era al món subterrani, es va fusionar amb Osiris, el déu dels morts.

### El Sol com a creador
El Sol és el donant de vida, controlant la maduració de les collites que treballava l'home. A causa de les qualitats vivificants del Sol, els egipcis l'adoraven com un déu. El creador de l'univers i el donador de vida, el Sol o Ra, representava la vida, la calidesa i el creixement. Com que el poble considerava Ra com un déu principal, creador de l'univers i la font de la vida, va tenir una forta influència sobre ells, cosa que el va portar a ser un dels déus egipcis més venerats i fins i tot considerat el Rei dels Déus.

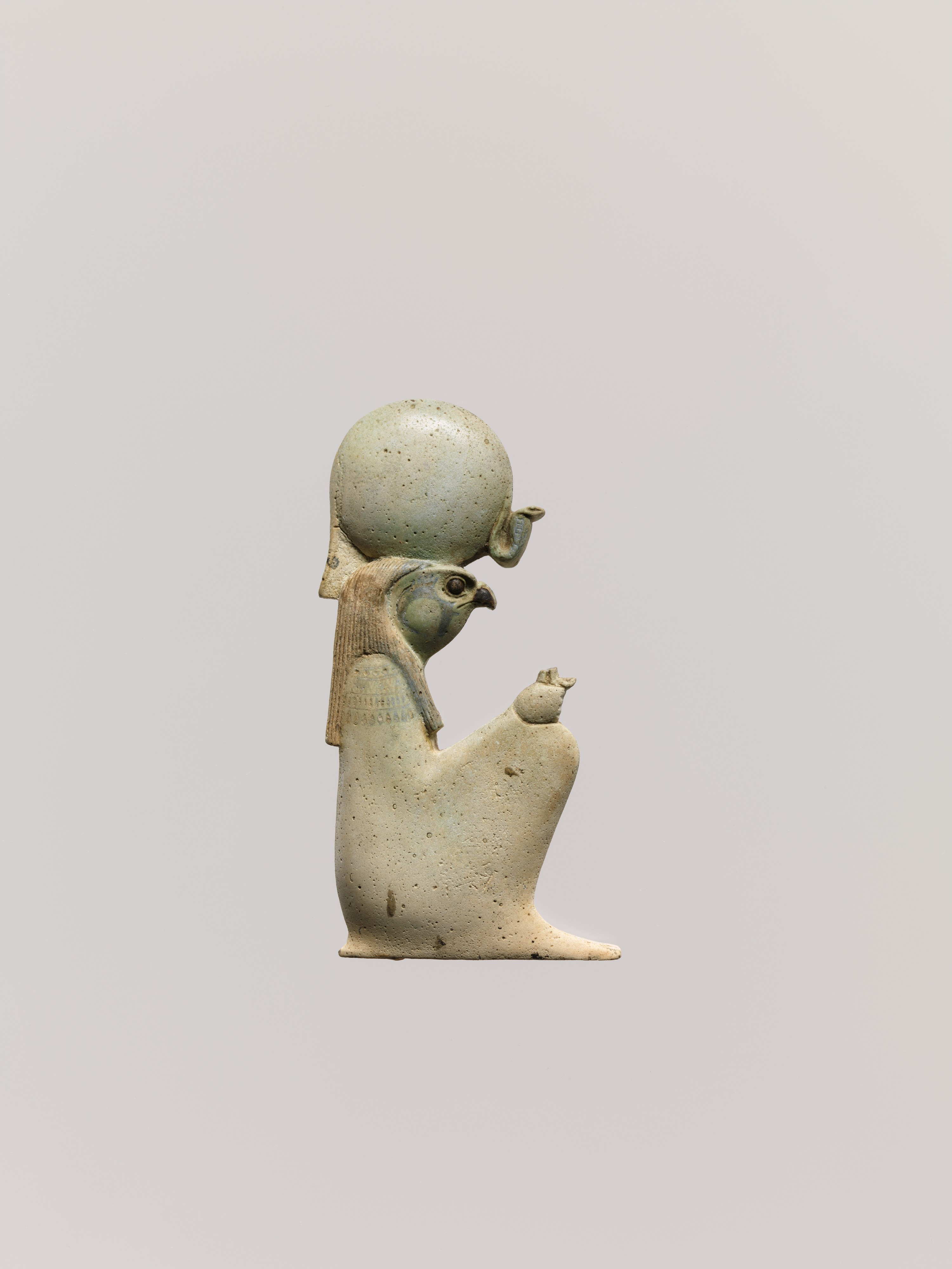
Incrustació que representa Ra ajupit amb el disc solar col·locat sobre el seu cap de falcó

En un període primerenc de la història d'Egipte, la seva influència es va estendre per tot el país, donant lloc a múltiples representacions en forma i nom. Les combinacions de formes més comunes són amb Atum (la seva forma humana), Khepri (l'escarabat) i Horus (el falcó). La forma en què sol aparèixer és la d'un home amb cap de falcó, deguda a la seva combinació amb Horus, un altre déu del cel. A sobre del seu cap hi ha un disc solar amb una cobra, que en molts mites representa l'Ull de Ra. Al principi dels temps, quan no hi havia res més que caos, el déu-sol existia sol a la massa aquosa de Nun que omplia l'univers. L'univers va ser embolicat per una vasta massa d'aigües primordials, i el Benben, un túmul piramidal, va emergir enmig d'aquest caos primari. Hi havia una flor de lotus amb Benben, i d'aquesta, quan va florir, va emergir Ra. «Sóc Atum quan estava sol a Nun, sóc Ra quan va sorgir, quan va començar a governar allò que havia creat.» Aquest passatge parla de com Atum va crear tot en forma humana a partir del caos i com Ra va començar a governar la Terra on coexistien humans i éssers divins. Va crear Shu, déu de l'aire, i Tefnut, deessa de la humitat. Els germans simbolitzaven dos principis universals dels humans: la vida i el dret (la justícia). Es creia que Ra havia creat totes les formes de vida cridant-les a l'existència pronunciant els seus noms secrets. En uns quants relats, els humans van ser creats a partir de les llàgrimes i la suor de Ra.

## Sincretisme
La identitat de Ra es va confondre sovint amb la d'altres déus i experimentà diferents fusions en un intent d'unificar culturalment el país.
- Amon-Ra: com els cultes d'Amon i Ra eren cada cop més populars en l'Alt i en el Baix Egipte, respectivament, durant l'Imperi Mitjà es van combinar per crear Amon-Ra, el déu solar creador. Amon era un antic patró de Tebes i membre de l'Ogdòada; amb Amonet hi representava l'energia creadora. Es pensava que creava mitjançant la seva respiració, tot i que se l'identifica amb el vent, més que no amb el Sol.
- Atum-Ra: era una altra deïtat formada a partir de dues deïtats diferents. Ra comparteix més similituds amb Atum que amb Amon. Atum està més estretament vinculat amb el Sol, i era també un déu creador de l'Enèada. Ambdós, Atum i Ra, són considerats com pares dels déus i faraons, i foren profusament adorats. Així, fou inevitable que les dues deïtats es fusionessin sota el nom d'Atum-Ra.
- Ra-Horakty: traduït com a 'Ra (qui és) Horus dels horitzons'[2] fou realment més un títol o manifestació que un déu compost. Es tenia la intenció de vincular Horakty a Ra -com un aspecte d'Horus a l'alba. S'ha suggerit que Ra-Horakty, simplement, refereix el recorregut del Sol, d'horitzó a horitzó, com Ra, o que significa un aspecte del déu Ra com a símbol d'esperança i renaixement. Això va ser atiat probablement perquè Ra i Horus estaven vinculats al Sol i al faraó.
- Khepri: el déu representat amb forma d'escarabat que impulsa el Sol del matí és vist de vegades com la manifestació de Ra a l'alba.
- Khnum: també fou considerat una manifestació de Ra; Khnum seria un aspecte de Ra a la posta del Sol